# Quando eravamo fratelli
Quando eravamo fratelli (We the Animals) è un film del 2018 diretto da Jeremiah Zagar.
Il soggetto della pellicola drammatica è tratto dal romanzo Noi, gli animali (We the Animals) di Justin Torres.
È stato presentato al Sundance Film Festival 2018, dove ha vinto il NEXT Innovator Award.

## Trama
Jonah cresce insieme ai suoi due fratelli in una famiglia della working class newyorkese e deve affrontare sia il turbolento rapporto del padre con la famiglia, che la sua nascente sessualità.

## Produzione
Il film è stato girato con pellicola 16 millimetri e include sequenze animate costituite dai disegni di Jonah.

## Accoglienza
Su Rotten Tomatoes detiene un indice di gradimento del 91%, basato su 74 recensioni e un voto medio di 7,8/10. Su Metacritic ottiene un punteggio di 83/100, basato su 25 recensioni.

## Riconoscimenti
- 2018 - Sundance Film Festival
  - NEXT Innovator Award
- 2018 - National Board of Review
  - Migliori dieci film indipendenti
- 2018 - Outfest
  - Outstanding American Narrative Feature
- 2018 - Deauville Film Festival
  - Revelations Prize a Jeremiah Zagar
- 2019 - Independent Spirit Awards
  - Candidatura per il miglior film d'esordio
  - Candidatura per il miglior attore non protagonista a Raúl Castillo
  - Candidatura per la miglior fotografia a Zak Mulligan
  - Candidatura per il miglior montaggio a Keiko Deguchi, Brian A. Kates e Jeremiah Zagar
  - Candidatura per il Someone to Watch Award a Jeremiah Zagar
- 2019 - GLAAD Media Awards
  - Candidatura per il miglior film della piccola distribuzione
- 2019 - Dorian Awards
  - Candidatura per il Film più sottovalutato dell'anno